# Thyrassia aprepes
Thyrassia aprepes är en fjärilsart som beskrevs av Swinhoe 1905. Thyrassia aprepes ingår i släktet Thyrassia och familjen bastardsvärmare. Inga underarter finns listade i Catalogue of Life.